# Viktor Grebennikov
Viktor Stepanovici Grebennikov (n. 23 aprilie 1927, Simferopol — d. 10 aprilie 2001, Novosibirsk) a fost un entomolog, specialist în reproducerea și protecția insectelor, apicultor, pictor și scriitor rus. Ecologist onorat de Rusia, membru al Asociației Internaționale a Cercetătorilor albinelor, precum și membru al Uniunii Sociale și a Fondului și Mediului Siberian. Este creatorul muzeului agroecologist și de protecție a mediului înconjurător din Novosibirsk.
Autodidact, fără studii superioare. În 1946 a fost condamnat pentru falsificarea tichetelor de pâine (le-a pictat „de mână”), dar a fost eliberat prin amnistie în 1953. Din 1976 a lucrat în Novosibirsk, în Academia Rusă a Științelor Agricole. A creat în satul Krasnoobsk din regiunea Novosibirsk, unde a locuit, mai multe micro-rezervații (refugii) pentru insecte.

## Lucrări publicate

### Entomologie
- Гребенников В. С. Миллион загадок. Записки энтомолога. — Новосибирск: Зап.-Сиб. кн.изд-во, 1968. — 108 с.
- Гребенников В. С. В стране насекомых. Записки и зарисовки энтомолога и художника. — М.: Колос, 1979. — 168 с.
- Гребенников В. С. Мой удивительный мир. — Новосибирск: Зап.-Сиб. кн. изд-во, 1983. — 164 с.
- Гребенников В. С. Тайны мира насекомых. — Новосибирск: Новосибирское книжное издательство, 1990. — 272 с.
- Гребенников В. С. Мой мир. — Новосибирск: Советская Сибирь, 1998. — 319 с. — 3000 экз.